# Goryphus dravidus
Goryphus dravidus là một loài tò vò trong họ Ichneumonidae.